# Prawo własności intelektualnej
Prawo własności intelektualnej (prawo na dobrach niematerialnych) – termin obejmujący elementy różnych działów prawa, regulujące zasady korzystania z tzw. własności intelektualnej, obejmującej: 
- utwory chronione prawem autorskim,
- wynalazki, wzory użytkowe, wzory przemysłowe, znaki towarowe, topografie układów scalonych oraz oznaczenia geograficzne chronione prawem własności przemysłowej,
- odmiany uprawne chronione wyłącznym prawem do odmiany,
- know-how oraz tajemnicę przedsiębiorstwa.

Tak rozumiane prawa własności intelektualnej dają uprawnionym osobom możliwość reglamentowania innym pełnego korzystania z utworów, koncepcji lub znaków będących przedmiotem ochrony. Tradycyjnym podstawowym celem, ku któremu dąży większość aktów prawnych dotyczących własności intelektualnej (z wyjątkiem znaków towarowych) jest „promowanie postępu”. Według tej filozofii, dzięki wymianie ograniczonych oraz wyłącznych praw do przedstawiania koncepcji i utworów, zarówno społeczeństwo, jak i właściciel patentu lub praw autorskich czerpią zyski, zarazem stanowiąc motywację dla wynalazców i twórców.

## Historia
Mimo faktu, że wiele obowiązujących obecnie ustaw dotyczących własności intelektualnej rozwijało się od stuleci, użycie terminu własność intelektualna zostało zapoczątkowane dopiero w XIX wieku, powszechne na świecie stało się zaś w drugiej połowie XX wieku. Brytyjska ustawa z 1710 r. nosząca nazwę Statutu Anny jest uważana za kolebkę prawa autorskiego.

## Źródła prawa
Regulacje dotyczące poszczególnych praw własności intelektualnej określane są w odrębnych gałęziach prawa, z wykorzystaniem konstrukcji typowych zarówno dla regulacji prawa rzeczowego, jak i prawa zobowiązań, w szczególności dotyczących zastawu rejestrowego i rejestru zastawów. Do własności intelektualnej stosuje się także wprost uregulowania prawa spadkowego.
Podstawowymi aktami prawnymi regulującymi prawo własności intelektualnej w Polsce są:
- w odniesieniu do utworów:
  - Konwencja berneńska o ochronie dzieł literackich i artystycznych,
  - Traktat Światowej Organizacji Własności Intelektualnej o Prawie Autorskim[3],
  - ustawa o prawie autorskim i prawach pokrewnych,
  - ustawa o zbiorowym zarządzaniu prawami autorskimi i prawami pokrewnymi,
  - ustawa o ochronie baz danych,
  - ustawa o otwartych danych i ponownym wykorzystywaniu informacji sektora publicznego,
  - ustawa o radiofonii i telewizji,
  - ustawa o kinematografii,
  - ustawa – Prawo prasowe,
- w odniesieniu do własności przemysłowej:
  - Konwencja paryska o ochronie własności przemysłowej (1883),
  - Konwencja o udzielaniu patentów europejskich,
  - ustawa – Prawo własności przemysłowej,
  - ustawa o dokonywaniu europejskich zgłoszeń patentowych oraz skutkach patentu europejskiego w Rzeczypospolitej Polskiej,
- w odniesieniu do odmian uprawnych:
  - Międzynarodowa Konwencja Ochrony Nowych Odmian Roślin[4]
  - ustawa o Centralnym Ośrodku Badania Odmian Roślin Uprawnych,
  - ustawa o ochronie prawnej odmian roślin,
  - ustawa o nasiennictwie,
- w odniesieniu do know-how oraz tajemnicy przedsiębiorstwa:
  - ustawa o zwalczaniu nieuczciwej konkurencji,
- ustawa – Prawo celne wraz z rozporządzeniem Parlamentu Europejskiego i Rady (UE) w sprawie egzekwowania praw własności intelektualnej przez organy celne oraz uchylającym rozporządzenie Rady (WE) nr 1383/2003[5].

## Zakres ochrony
Zakres ochrony poszczególnych praw własności intelektualnej w Polsce jest różny w zależności od charakteru tych praw.
W przypadku większości przedmiotów własności przemysłowej dla uzyskania pełnej ochrony prawnej wymagane jest zgłoszenie do Urzędu Patentowego RP oraz wydanie przez ten organ decyzji w sprawie udzielenia patentu, praw ochronnych lub praw z rejestracji. Z kolei za prowadzenie krajowego rejestru (KR) odmian uprawnych odpowiedzialny jest Centralny Ośrodek Badania Odmian Roślin Uprawnych.. Zakres takiej ochrony jest ograniczony do terytorium RP.
Możliwa jest również rejestracja na poziomie europejskim (Urząd Unii Europejskiej ds. Własności Intelektualnej, Wspólnotowy Urząd Ochrony Odmian Roślin, Europejski Urząd Patentowy). Ewentualne dalsze rozszerzenie ochrony wymaga zgłoszeń w urzędach krajów, w których prawa mają być objęte taką ochroną.
W pewnych okolicznościach ochrona przewidziana w prawie własności intelektualnej możliwa jest także bez specjalnego zgłoszenia (ochrona prawnoautorska oraz ochrona z niezarejestrowanego wzoru wspólnotowego). Rejestracja wzoru wspólnotowego nie zawsze jest obligatoryjną przesłanką uzyskania ochrony, lecz może zdecydowanie zwiększyć jej zakres i skuteczność. Natomiast dobra objęte prawem autorskim są chronione począwszy od momentu ich powstania, bez konieczności dokonywania ich rejestracji, a na podstawie umów międzynarodowych ochrona ta obowiązuje w prawie wszystkich krajach świata.

## Krytyka
Założyciel Free Software Foundation, Richard Stallman argumentuje, że mimo powszechności użycia terminu własność intelektualna, powinien on zostać porzucony, gdyż ustawicznie wypacza i wprowadza w błąd w odniesieniu do tych zagadnień, a jego użycie było i jest propagowane przez jednostki czerpiące z tego zamętu zyski. Twierdzi on, że jest to [termin] zbiorowy, który gromadzi różne prawa, [które] rozwinęły się oddzielnie, ewoluowały inaczej, dotyczą odmiennych rodzajów działalności, cechują się innymi zasadami i poruszają inne kwestie polityki publicznej oraz że tworzy on uprzedzenia przez mylenie tych monopoli z posiadaniem ograniczonych dóbr materialnych, porównując je do praw majątkowych. Stallman zaleca, aby do praw autorskich, patentów i znaków towarowych odnosić się indywidualnie oraz ostrzega przed odrywaniem różnych praw od ich oryginalnego kontekstu przez ujednolicanie ich w ramach zbiorowego terminu. W podobnym duchu wypowiadają się Boldrin i Levine; proponują oni termin intelektualny monopol jako odpowiedniejszą i klarowniejszą definicję omawianej koncepcji.
Znaczna część środowisk libertariańskich odrzuca prawo własności intelektualnej w obecnej postaci, gdyż narusza ono wolność innych osób, odmawiając im prawa do dowolnego postępowania ze swoją własnością (np. wybudowania maszyny – własnymi środkami – według patentu lub nagrania chronionego prawem utworu na nośnik danych). Arbitralnie przyjęte okresy ochrony sugerują, że własność intelektualna nie wynika z prawa naturalnego, lecz jest tworem sztucznym. Przedstawiciele wspomnianych ugrupowań argumentują też, że aby wystąpił spór dotyczący własności, dany obiekt musi być rzadki, tzn. istnieć w określonej ilości. Obiekty objęte ochroną własności intelektualnej nie spełniają tego wymogu. Informację bądź plik muzyczny można np. powielić, skopiować nieskończoną liczbę razy, przy czym analogiczne czynność w przypadku dobra materialnego lub usługi nie jest możliwa.